# Egel van Brandt
De egel van Brandt (Paraechinus hypomelas)  is een zoogdier uit de familie van de egels (Erinaceidae). De wetenschappelijke naam van de soort werd voor het eerst geldig gepubliceerd door Brandt in 1836.

## Voorkomen
De soort komt voor in Afghanistan, Iran, Oman, Pakistan, Saoedi-Arabië, Tadzjikistan, Turkmenistan, Oezbekistan en Jemen.